# Кгалагади (национален парк)
Вижте пояснителната страница за други значения на Гемсбок.
Трансграничен национален парк Кгалагади е голяма консервационна зона за опазване на дивеча в Южна Африка. Паркът е разположен на територията на две страни ЮАР и Ботсвана като представлява обединение от два национални парка във всяка от страните. Този в ЮАР се нарича Национален парк Калахари Гемсбок, а паркът в Ботсвана е Национален парк Гемсбок. Общата площ на парка е 38 000 km². Около три четвърти от парка се намира в Ботсвана, а една четвърт в Южна Африка.
Думата кгалагади в превод означава място на жаждата. В по-голямата си част паркът е разположен на територията на южната пустиня Калахари. Теренът се състои от червени пясъчни дюни, рядка растителност, малко дървета и сухи речни русла. Веднъж на 100 години речните дъна се превръщат в буйни потоци. През май за кратко те се напълват с вода вследствие на гръмотевични бури в района. Това е периоп, през който природата в района ликува.

## История
Национален парк Калахари Гемсбок в Южна Африка е основан на 31 юли 1931 г. с основна цел опазване на антилопите гемсбок от бракониерски лов. През 1948 г. е подписано споразумение със съседен Бечуаналенд за изграждане на зона за опазване на животните в непосредствено съседство. През 1997 г. двете страни се споразумяват да си сътрудничат в областта на туризма и да изградят единна система за таксуване. На 7 април 1999 г. Ботсвана и Южна Африка подписват двустранно споразумение като се ангажират да управляват своите съседни национални паркове като единна екологична единица. Границата между двата парка няма физическа бариера, въпреки че тя е и международна граница между двете страни. Това позволява и свободното движение на животни.

## Описание
Паркът се характеризира с разнообразна природа. Той е дом на редица големи бозайници като например черногривестия лъв от Калахари, гепарди, леопарди и хиени, мигриращите стада на големи тревопасни животни като гну, спрингбок, канна и обикновен бубал живеят и се движат в рамките на парка, осигуряване на храна за хищниците. Тук се срещат над 200 вида птици в това число и лешояди, орли и птицата секретар.
Времето в Калахари може да достигне големи крайности. Дневните температури през януари надвишават 40 градуса. През зимните нощи температурите падат и под нулата.
В парка има изградени три основни туристически места за отсядане и почивка наречени „лагери за почивка“. В тях се предлагат удобства за туристите за отсядане и нощувка, магазин и плувен басейн.